# Sabine Bau
Sabine Christiane Bau (Wurzburgo, 19 de julio de 1969) es una deportista alemana que compitió en esgrima, especialista en la modalidad de florete.
Participó en cuatro Juegos Olímpicos de Verano, obteniendo en total cinco medallas: oro y plata en Seúl 1988, en las pruebas por equipos (junto con Anja Fichtel, Zita-Eva Funkenhauser, Annette Klug y Christiane Weber) e individual, plata en Barcelona 1992, por equipos (con Zita-Eva Funkenhauser, Annette Dobmeier, Anja Fichtel-Mauritz y Monika Weber-Koszto), bronce en Atlanta 1996 (con Anja Fichtel-Mauritz y Monika Weber-Koszto), y bronce en Sídney 2000 (con Rita König y Monika Weber).
Ganó trece medallas en el Campeonato Mundial de Esgrima entre los años 1986 y 2001, y cinco medallas en el Campeonato Europeo de Esgrima entre los años 1992 y 2001.

## Palmarés internacional
| Representando a la RFA   |                             |                   |                     |
| Juegos Olímpicos         |                             |                   |                     |
| Año                      | Lugar                       | Medalla           | Prueba              |
| 1988                     | Seúl (Corea del Sur)        | Medalla de oro    | Florete por equipos |
| 1988                     | Seúl (Corea del Sur)        | Medalla de plata  | Florete individual  |
| Campeonato Mundial       |                             |                   |                     |
| Año                      | Lugar                       | Medalla           | Prueba              |
| 1986                     | Sofía (Bulgaria)            | Medalla de plata  | Florete individual  |
| 1986                     | Sofía (Bulgaria)            | Medalla de bronce | Florete por equipos |
| 1989                     | Denver (Estados Unidos)     | Medalla de oro    | Florete por equipos |
| Representando a Alemania |                             |                   |                     |
| Juegos Olímpicos         |                             |                   |                     |
| Año                      | Lugar                       | Medalla           | Prueba              |
| 1992                     | Barcelona (España)          | Medalla de plata  | Florete por equipos |
| 1996                     | Atlanta (Estados Unidos)    | Medalla de bronce | Florete por equipos |
| 2000                     | Sídney (Australia)          | Medalla de bronce | Florete por equipos |
| Campeonato Mundial       |                             |                   |                     |
| Año                      | Lugar                       | Medalla           | Prueba              |
| 1991                     | Budapest (Hungría)          | Medalla de bronce | Florete individual  |
| 1991                     | Budapest (Hungría)          | Medalla de bronce | Florete por equipos |
| 1993                     | Essen (Alemania)            | Medalla de oro    | Florete por equipos |
| 1995                     | La Haya (Países Bajos)      | Medalla de bronce | Florete por equipos |
| 1997                     | Ciudad del Cabo (Sudáfrica) | Medalla de plata  | Florete individual  |
| 1997                     | Ciudad del Cabo (Sudáfrica) | Medalla de bronce | Florete por equipos |
| 1998                     | La Chaux-de-Fonds (Suiza)   | Medalla de oro    | Florete individual  |
| 1999                     | Seúl (Corea del Sur)        | Medalla de oro    | Florete por equipos |
| 1999                     | Seúl (Corea del Sur)        | Medalla de plata  | Florete individual  |
| 2001                     | Nimes (Francia)             | Medalla de plata  | Florete individual  |
| Campeonato Europeo       |                             |                   |                     |
| Año                      | Lugar                       | Medalla           | Prueba              |
| 1992                     | Lisboa (Portugal)           | Medalla de oro    | Florete individual  |
| 1994                     | Cracovia (Polonia)          | Medalla de oro    | Florete individual  |
| 1998                     | Plovdiv (Bulgaria)          | Medalla de plata  | Florete individual  |
| 1998                     | Plovdiv (Bulgaria)          | Medalla de plata  | Florete por equipos |
| 2001                     | Coblenza (Alemania)         | Medalla de bronce | Florete individual  |